# الطريق بين الولايات 35
إنترستيت 35 (I-35، Interstate 35) أحد نظام طرق إنترستيت السريعة الرئيسية في أواسط الولايات المتحدة الأمريكية. وكحال مع معظم الطرق السريعة الأولية التي تنتهي برقم خمسة، فهو طريق رئيسي عابر لولايات البلاد من الشمال إلى الجنوب. يمتد من لاريدو، تكساس ، بالقرب من الحدود المكسيكية إلى دولوث، مينيسوتا عند طريق مينيسوتا السريع 61 (MN 61 ، طريق لندن) و 26 أفنيو إست. ينقسم الطريق السريع إلى I-35E شرقاً و I-35W غرباً في مكانين منفصلين: دالاس فورت وورث متروبلكس في تكساس وفي مدينتي مينيسوتا التوأم منيابولس سانت بول.